# Notothenioidei
Notothenioidei е подразред риби от разред Бодлоперки ендемичен за студените шелфови води на Антарктида.

## Местообитание
Ледената риба обитава морска вода с температура мецду –2 °C and 4 °C, но има някои субполярни видове живеещи във вода с температура до около 13 °C, като те се срещат най-вече край бреговете на Нова Зеландия, Чили, Уругвай, Фолкландските острови, острови Крозе, остров Пасха и Аржентина.

## Класификация
Тази класификация по долу е направена от Ийстмън iи Ейкин, 2000.
- Семейство Bovichtidae
  - Genus Bovichtus (9 вид, 8 неантарктически)
  - Род Cottoperca (1 вид, неантарктически)
- Семейство Pseudaphritidae
  - Род Pseudaphritis (1 вид, неантарктически)
- Family Eleginopidae
  - Род Eleginops (1 вид, неантарктимески)
- Семейство Nototheniidae
  - Род Aethotaxis (1 вид)
  - Род Cryothenia (2 вида)
  - Род Dissostichus (2 вида)
  - Род Gobionotothen (4 вида)
  - Род Gvozdarus (1 вид)
  - Род Lepidonotothen (6 вида, 1 неантарктически)
  - Род Notothenia (5-7 вид, 2-3 неантарктически)
  - Род Pagothenia (2 вида)
  - Род Paranotothenia (2 вида)
  - Род Patagonotothen (14 вида, всички са неантарктически)
  - Род Pleuragramma (1 вид)
  - Род Trematomus (11 вида)
- Семейство Harpagiferidae
  - Род Harpagifer (6 вида)
- Семейство Artedidraconidae
  - Род Artedidraco (6 вида)
  - Род Dollodidraco (1 вид)
  - Род Histiodraco (1 вид)
  - Род Pogonophryne (22 вида)
- Семейство Bathydraconidae
  - Род Acanthodraco (1 вид)
  - Род Akarotaxis (1 вид)
  - Род Bathydraco (5 вида)
  - Род Cygnodraco (1 вид)
  - Род Gerlachea (1 вид)
  - Род Gymnodraco (1 вид)
  - Род Parachaenichthys (2 вида)
  - Род Prionodraco (1 вид)
  - Род Psilodraco (1 вид)
  - Род Racovitzia (1 вид)
  - Род Vomeridens (1 вид)
- Семейство Channichthyidae
  - Род Chaenocephalus (1 вид)
  - Род Chaenodraco (1 вид)
  - Род Champsocephalus (2 вида)
  - Род Channichthys (1 вид)
  - Род Chionobathyscus (1 вид)
  - Род Chionodraco (3 вида)
  - Род Cryodraco (1 вид)
  - Род Dacodraco (1 вид)
  - Род Neopagetopsis (1 вид)
  - Род Pagetopsis (2 вида)
  - Родs Pseudochaenichthys (1 вид)
  - Род Brulenthius (1 вид)